# Goldene Kamera 1979
Die Verleihung der Goldenen Kamera 1979 fand am 22. Februar 1980 in der Deutschlandhalle in Berlin statt. Es war die 15. Verleihung dieser Auszeichnung. Das Publikum wurde durch Peter Bachér, den Chefredakteur der Programmzeitschrift Hörzu, begrüßt. Die Verleihung der Preise sowie die Moderation übernahm Werner Veigel. An der Veranstaltung nahmen etwa 7000 Zuschauer teil. Die Verleihung wurde nicht im Fernsehen übertragen. Die Leser wählten in der Kategorie Größter Unterhaltungstar ihre Favoriten.

## Preisträger

### Schauspieler
- Günter Mack – Hiob

### Schauspielerin
- Suzanne von Borsody – Beate S.
- Edda Seippel – Ein Kapitel für sich

### Beste Erzähler und Darsteller
- Boy Gobert – Der gute Doktor

### Beste Fernseh-Ärztin
- Antje-Katrin Kühnemann – Sprechstunde

### Bester Moderation
- Uschi Schmitz – Alles klar

### Bester Regie
- Eberhard Fechner – Ein Kapitel für sich

### Engagement
- Franz Alt – Engagement für Vietnam-Flüchtlinge in Report Baden-Baden

### Größter Unterhaltungsstar
- Peter Alexander (1. Platz der Hörzu-Leserwahl)
- Hans Rosenthal (2. Platz der Hörzu-Leserwahl)
- Peter Frankenfeld (3. Platz der Hörzu-Leserwahl)

### Verdienste um die Unterhaltungssendung
- Peter Gerlach – Musik ist Trumpf (ZDF)

### Auszeichnung für hohes Medienverständnis
- Papst Johannes Paul II.[2]

## Sonstiges
- Der Erlös der Veranstaltung wurde an die Aktion Kinderhilfe der Deutschen Krebshilfe gespendet.

## Weblink
- Goldene Kamera 1980 – 15. Verleihung